# Kora Jahanabad
Kora Jahanabad – miasto w północnych Indiach w stanie Uttar Pradesh, na Nizinie Hindustańskiej.
Populacja miasta w 2001 roku wynosiła 24050 mieszkańców.